# Stenopsyche omeiensis
Stenopsyche omeiensis is een schietmot uit de familie Stenopsychidae. De soort komt voor in het Oriëntaals gebied.